# Mowat–Wilson-szindróma
A Mowat–Wilson-szindróma egy ritka genetikai betegség, melynek klinikai meghatározása 1998-ban dr. D. R. Mowat és dr. M. J. Wilson nevéhez köthető.

## Megjelenése
A domináns autoszomális (testi kromoszómák által) öröklődő rendellenességnek számos ismertetőjegye van, köztük: Hirschsprung-betegség (veleszületett vastagbél-tágulat), értelmi fogyatékosság, epilepszia, késleltetett növekedés és motoros fejlődés, veleszületett szívbetegség, urogenitális rendellenességek és a kérgestest (corpus callosum) hiánya.A Hischsprung-kór azonban nem jelenik meg minden Mowat-Wilson szindrómás kisgyermek esetén, ezért ez nem tekinthető előírt diagnosztikai kritériumnak. Megkülönböztető külső jegyei közé tartozik a mikrokefália, széles körben elhelyezkedő jellegzetes formájú szemek, vastag szemöldök, széles orrnyereg, lekerekített orrheggyel, kiemelkedő hegyes áll, kicsi kagylószerű fülek megemelkedett fülcimpával. Ezek a vonások az idő előrehaladtával egyre markánsabban jelentkeznek, felnőtt korban a hosszúkás arc, vastag szemöldök és a kiugró áll a legszembetűnőbb. A betegségben érintett emberekre ugyanakkor egy nyitott szájú, mosolygó, barátságos arckifejezés jellemző, amihez általában vidám személyiség párosul.
Ennél a rendellenességnél a beszéd jellemzően súlyosan károsodott vagy nem jelenik meg, sokan csak néhány szót tanulnak meg. Az érintettek esetenként megérthetik a beszédet, előfordulhat egyfajta jelnyelvi kommunikáció is. Ha fejlődik is a kommunikációs készség az késleltetett, egészen a gyermekkor közepéig vagy még tovább. A motoros fejlődés időbeli kitolódottsága szintén jellemző, beleértve az ülés, állás, és a járás elsajátítását is.

## Prognózis
A betegség nem gyógyítható, a kezelések támogató és tüneti jellegűek. Minden Mowat–Wilson-szindrómával élő kisgyermek esetén javasolt a korai beszéd- és fizikoterápiás beavatkozás.

## Fordítás
Ez a szócikk részben vagy egészben  a   Mowat–Wilson syndrome című angol Wikipédia-szócikk ezen változatának fordításán alapul.  Az eredeti cikk szerkesztőit annak laptörténete sorolja fel. Ez a jelzés csupán a megfogalmazás eredetét és a szerzői jogokat jelzi, nem szolgál a cikkben szereplő információk forrásmegjelöléseként.